# قرار مجلس الأمن التابع للأمم المتحدة رقم 1477
قرار مجلس الأمن التابع للأمم المتحدة رقم 1477، المتخذ بالإجماع في 29 نيسان / أبريل 2003، بعد الإشارة إلى القرارات 955 (1994) و1165 (1998) و1329 (2000) و1411 (2002) و1431 (2002)، أحال المجلس قائمة المرشحين لقضاة دائمين في المحكمة الجنائية الدولية لرواندا إلى الجمعية العامة للنظر فيها.

فيما يلي قائمة المرشحين الـ 35 التي تلقاها الأمين العام كوفي عنان :
- أشتا صقر عبدول (تشاد)
- أيدين سيفا أكاي (تركيا)
- فلورنس ريتا آري (الكاميرون)
- عبد الله باري (بوركينا فاسو)
- ميغيل أنطونيو برنال (بنما)
- سولومي بالونجي بوسا (أوغندا)
- روبرت فريمر (جمهورية التشيك)
- سيلفيو جويرا موراليس (بنما)
- تغريد حكمت (الأردن)
- كارين هوكبورغ (السويد)
- فاجن جونسن (الدنمارك)
- جبيرداو غوستاف كام (بوركينا فاسو)
- جوزيف ميدارد كابا كاشالا كاتوالا (جمهورية الكونغو الديمقراطية)
- إنجيرا أ. كيليو (تنزانيا)
- ناتاليا بي كيمارو (تنزانيا)
- أغنيسكا كلونوفيكا - ميلارت (بولندا)
- فلافيا لاتانزي (إيطاليا)
- كينيث ماشين (المملكة المتحدة)
- جوزيف إدوارد تشيوندو ماسانشي (تنزانيا)
- باتريك ماتيبيني (زامبيا)
- إدوارد نغارتا مبايوروم (تشاد)
- أنطوان كيسيا - مبي ميندوا (جمهورية الكونغو الديمقراطية)
- تان سري داتو قمر الدين (ماليزيا)
- لي غاكويغا موثوغا (كينيا)
- لوران نغاوندي (تشاد)
- بيرادينجار نغونيامي (تشاد)
- دانيال ديفيد نتاندا نسيريكو (أوغندا)
- سيون كي بارك (كوريا الجنوبية)
- تاتيانا رودوكانو (مولدوفا)
- مباراني مامي ريتشارد راجونسون (مدغشقر)
- إدوارد موكاندارا ك.روتاكانغوا (تنزانيا)
- إميل فرانسيس شورت (غانا)
- ألبرتوس هنريكوس جوانز سوارت (هولندا)
- زينوفون أوليانوفشي (مولدوفا)
- أورا إمريتا جويرا دي فيلالاز (بنما)

وسيتم اختيار 18 قاضيا للعمل في المحكمة، التي كان من المتوقع في ذلك الوقت أن تكمل عملها في عام 2008.

## روابط خارجية
- نص القرار في undocs.org